# کروموزوم ۲۱ (انسان)

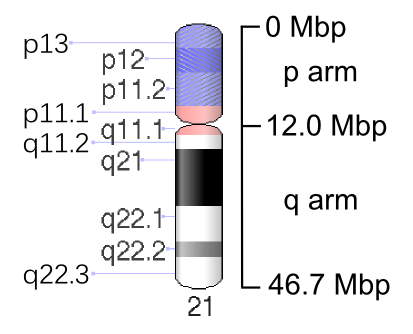
ایدئو گرام کروموزوم ۶ (انسان). MBP به معنی مگا جفت باز است. برای مشاهدهٔ دیگر منابع جایگاه کروموزومی را ببینید.

کروموزوم ۲۱ انسان، در کنار کروموزوم‌های دیگر، یکی از ۲۳ جفت کروموزوم در انسان است. این کروموزوم کوچکترین کروموزوم در انسان است. انسان‌های عاری از سندرم داون دو نسخه از این کروموزوم را دارند در حالی که عارضهٔ داشتن سه کپی از کروموزوم ۲۱، "تریزومی ۲۱" نامیده می‌شود. کروموزوم ۲۱ از بیش از ۴۸ میلیون نوکلئوتید جفت باز (اجزای تشکیل‌دهندهٔ دی‌ان‌ای) تشکیل یافته و در برگیرندهٔ نزدیک به ۱٫۵ درصد از کل دی‌ان‌ای در سلول‌های انسان‌است.
در سال‌های آغازین سدهٔ ۲۱ محققان کار بر روی پروژه ژنوم انسان اعلام کردند که آنها توالی جفت‌های باز این کروموزوم را تعیین کرده‌اند. کروموزوم ۲۱ دومین کروموزوم انسانی (بعد از کروموزوم ۲۲) بود که به طور کامل تعیین توالی می‌شد.
شناسایی هویت ژن‌ها در هر کروموزوم یکی از زمینه‌های فعال در پژوهش‌های ژنتیکی است. پژوهش‌گران از روش‌های مختلفی برای پیش‌بینی تعداد ژن در هر کروموزوم استفاده می‌کنند، از این رو، شمار تخمینی ژن‌ها در هر کروموزوم همیشه یک‌سان نیست. در ژانویهٔ سال ۲۰۱۷، در دو تخمین متفاوت با اختلاف ۳۳٪، دانشمندان در یک تخمین به حضور ۴۷۷ ژن و در برآورد دیگر به ۶۳۵ ژن در کروموزوم ۲۱ انسان باور دارند.